# Rüdiger Stenzel
Rüdiger Stenzel (* 16. April 1968 in Gelsenkirchen) ist ein ehemaliger deutscher Leichtathlet und Olympiateilnehmer, der in den 1990er Jahren als 1500-Meter-Läufer erfolgreich war. Sein größter Erfolg ist der zweite Platz bei der Hallenweltmeisterschaften 1997.
1995 wurde er Sieger beim Europacup-Finale.
Er wurde 1994, 1997 und 1999 Deutscher Meister im 1500-Meter-Lauf, 1993 und 1995 mit der 4-mal-1500-Meter-Staffel und 1996 sowie 1999 Deutscher Meister im Kurzstrecken-Crosslauf.
Mit seiner Bestzeit von 3:33,60 min im 1500-Meter-Lauf stand er zum Saisonende 2005 auf Platz fünf der ewigen deutschen Bestenliste.
Der erste bedeutende Sieg seiner Sportlerlaufbahn gelang ihm 1986 bei den deutschen Jugendhallenmeisterschaften über 800 Meter. Hier schlug er als Newcomer vollkommen überraschend den hohen Favoriten Alexander Adam (ASV Köln) mit zwei Hundertstelsekunden Vorsprung in 1:52,56 min.
In Erinnerung geblieben sind die zahlreichen Duelle mit Dieter Baumann, den er 1996 als erster nationaler Athlet beim Leichtathletik-Meeting in Rhede über 1500 Meter bezwingen konnte.
Rüdiger Stenzel hält den deutschen Freiluft-Rekord mit der 4-mal-1500-Meter-Vereinsstaffel des TV Wattenscheid 01.
Er gehörte dem Sportverein TV Wattenscheid an (erster Trainer: Peter Brüggemann). Bei einer Größe von 1,80 m hatte er ein Wettkampfgewicht von 65 kg. 2002 beendete er seine Sportlerlaufbahn.
Rüdiger Stenzel arbeitet als Geschäftsstellenleiter beim Stadtsportbund in Bochum. Er ist mit dem ebenfalls erfolgreichen Langstreckenläufer Kurt Stenzel nicht verwandt.

## Einsätze bei internationalen Höhepunkten im Einzelnen
- 1992, Olympische Spiele: im Zwischenlauf ausgeschieden
- 1993, Weltmeisterschaften: Platz 10 (3:38,66 min)
- 1994
Europameisterschaften: Platz 7 (3:38,36 min)
Weltcup-Finale: Platz 2 (3:40,04 min)
Europacup-Finale: Platz 2 (3:49,38 min)
- 1995
Weltmeisterschaften: im Vorlauf ausgeschieden
Hallenweltmeisterschaften: Platz 7 (3:45,64 min)
Europacup-Finale: Platz 1 (3:42,58 min)
- 1996, Europacup-Finale: Platz 2 (3:40,53 min)
- 1997
Weltmeisterschaften: Platz 10 (3:38,82 min)
Hallenweltmeisterschaften: Platz 2 (3:37,24 min)
- 1998, Europameisterschaften: Platz 7 (3:42,75 min)
- 1999
Weltmeisterschaften: im Zwischenlauf ausgeschieden
Europacup-Finale: Platz 2 (3:46,58 min)

## Persönliche Bestzeiten
- 800 m: 1:46,05 min, 7. Juni 1996, Nürnberg
- 1000 m: 2:18,55 min, 3. September 1997, Dortmund
- 1500 m: 3:33,60 min, 24. August 1997, Köln
- 1 Meile: 3:52,46 min, 26. August 1997, Berlin
- 2000 m: 4:58,68 min, 7. September 1999, Berlin
- 3000 m: 7:51,34 min, 30. Mai 2001, Dessau
- 5000 m: 13:49,15 min, 8. Juni 2001, Sevilla